# Pronophila lucumo
Pronophila lucumo är en fjärilsart som beskrevs av Otto Thieme 1906. Pronophila lucumo ingår i släktet Pronophila och familjen praktfjärilar. Inga underarter finns listade i Catalogue of Life.